# DJ Mustard
DJ Mustard, a właściwie Dijon McFarlane (ur. 5 czerwca 1990 w Los Angeles) – amerykański producent muzyczny i DJ pochodzący z Kalifornii. Oficjalny DJ rapera Keenona "YG" Jacksona.
DJ, producent oraz MVP roku 2014 według BET Hip Hop Awards.

## Dyskografia
Albumy
| 10 Summers                                 | - Data wydania: 26 sierpnia 2014 - Wydawca: Pu$haz Ink, Roc Nation, Republic Records - Format: CD, digital download | 143 | 20 | 14 |
| "—" oznacza, że pozycja nie była notowana. | |     |    |    |

Mixtape
| Tytuł                      | Dane dot. albumu                                                                          |
| -------------------------- | ----------------------------------------------------------------------------------------- |
| 4 Hunnid Degreez (oraz YG) | - Data wydania: 26 marca 2012 - Wydawca: brak, własne wydanie - Format: Digital download  |
| Ketchup                    | - Data wydania: 3 czerwca 2013 - Wydawca: brak, własne wydanie - Format: Digital download |

Single
| Tytuł                                          | Rok  | Najwyższa pozycja | Najwyższa pozycja | Najwyższa pozycja | Album        |
| Tytuł                                          | Rok  | US                | US R&B            | US Rap            | Album        |
| ---------------------------------------------- | ---- | ----------------- | ----------------- | ----------------- | ------------ |
| "Money" (gości. TeeCee4800)                    | 2013 | —                 | —                 | —                 | bez albumu   |
| "Throw It Up" (oraz Tyga)                      | 2013 | —                 | —                 | —                 | Well Done IV |
| "This D" (oraz TeeFLii)                        | 2013 | —                 | —                 | —                 | bez albumu   |
| "Vato" (gości. YG, Young Jeezy oraz Que)       | 2014 | —                 | —                 | —                 | bez albumu   |
| "Down on Me" (gości. Ty Dolla Sign & 2 Chainz) | 2014 | —                 | —                 | —                 | 10 Summers   |
| "—" oznacza, że pozycja nie była notowana.     |      |                   |                   |                   |              |